# Ed Brinkman
Edwin Albert Brinkman (Cincinnati, Ohio, 8 de diciembre de 1941-Cincinnati, Ohio, 30 de septiembre de 2008), más conocido como Ed Brinkman, fue un jugador profesional estadounidense de béisbol que se desempeñó en la posición de campocorto en las Grandes Ligas de Béisbol (MLB). Es poseedor de un Guante de Oro.

## Carrera
Brinkman jugó como profesional diez temporadas en Washington Senators (1961-1970), después pasó a Detroit Tigers (1971-1974), luego a St. Louis Cardinals (1975), posteriormente a Texas Rangers (1975), y finalmente, a New York Yankees, donde jugó una temporada (1975), y fue el equipo en el que se retiró.

## Premios
Fue galardonado con el Guante de Oro en una oportunidad (1972).